# Riedelella galazyi
Riedelella galazyi är en plattmaskart som beskrevs av Timoshkin OA 200. Riedelella galazyi ingår i släktet Riedelella och familjen Rhynchokarlingiidae. Inga underarter finns listade i Catalogue of Life.